# Правительство национального единства Мьянмы
Правительство национального единства (бирм. အမျိုးသားညီညွတ်ရေး အစိုးရ; сокращённо ПНЕ) — временное национальное правительство Мьянмы, сформированное Представительным комитетом Ассамблеи Союза (ПКАС) 16 апреля 2021 года.

## Состав

### Руководство правительства
| Должность                | Имя                          | Позиция                       | Даты правления         | Даты правления | Даты правления | Партия                                           |
| Должность                | Имя                          | Позиция                       | Вступление в должность | Отставка       | Дней           | Партия                                           |
| ------------------------ | ---------------------------- | ----------------------------- | ---------------------- | -------------- | -------------- | ------------------------------------------------ |
| Президент                | Вин Мьин (под арестом)       | Глава государства             | 16 апреля 2021         | в должности    | 1554           | Национальная лига за демократию                  |
| Вице-президент           | Дува Лаши Ла                 | Временный президент           | 16 апреля 2021         | в должности    | 1554           | Качинская национальная консультативная ассамблея |
| Государственный советник | Аун Сан Су Чжи (под арестом) | Глава правительства           | 16 апреля 2021         | в должности    | 1554           | Национальная лига за демократию                  |
| Премьер-министр          | Ман Вин Кхайн Тан            | Временный глава правительства | 16 апреля 2021         | в должности    | 1554           | Национальная лига за демократию                  |

### Министры
| Должность                                                                                 | Имя                        | Даты правления         | Даты правления | Даты правления | Партия                                                                    |
| Должность                                                                                 | Имя                        | Вступление в должность | Отставка       | Дней           | Партия                                                                    |
| ----------------------------------------------------------------------------------------- | -------------------------- | ---------------------- | -------------- | -------------- | ------------------------------------------------------------------------- |
| Министр обороны                                                                           | Йи Мон                     | 16 апреля 2021         | в должности    | 1554           | Национальная лига за демократию                                           |
| Заместитель министра обороны                                                              | Генерал Найн Каун Йоу      | 16 апреля 2021         | в должности    | 1554           | Новая партия штата Мон                                                    |
| Министр образования                                                                       | Доктор Зо Вай Со           | 16 апреля 2021         | в должности    | 1554           | Независимый                                                               |
| Министр здравоохранения                                                                   | Доктор Зо Вай Со           | 16 апреля 2021         | в должности    | 1554           | Независимый                                                               |
| Заместитель министра образования                                                          | Чжа Тхуэ Пан               | 16 апреля 2021         | в должности    | 1554           | Временная координационная группа по политическим вопросам Качин           |
| Заместитель министра образования                                                          | Доктор Сай Кхайн Мьо Тун   | 3 мая 2021             | в должности    | 1537           | Независимый                                                               |
| Заместитель министра здравоохранения                                                      | Доктор Шве Пон             | 16 апреля 2021         | в должности    | 1554           | Национальная лига за демократию                                           |
| Министр по делам федерального союза                                                       | Доктор Льан Хмоун Схакхаун | 16 апреля 2021         | в должности    | 1554           | Национальный фронт Чин / Временный национальный консультативный совет Чин |
| Заместитель министра по делам федерального союза                                          | Чхит Тхун                  | 16 апреля 2021         | в должности    | 1554           | Каренский национальный народно-освободительный фронт                      |
| Заместитель министра по делам федерального союза                                          | Маин Вин Тху               | 16 апреля 2021         | в должности    | 1554           | Национальная партия Таанг                                                 |
| Министр иностранных дел                                                                   | Зин Ма Аун                 | 16 апреля 2021         | в должности    | 1554           | Национальная лига за демократию                                           |
| Заместитель министра иностранных дел                                                      | Мо Зау У                   | 16 апреля 2021         | в должности    | 1554           | Национальная лига за демократию                                           |
| Министр внутренних дел и иммиграции                                                       | Лвин Ко Ла                 | 16 апреля 2021         | в должности    | 1554           | Национальная лига за демократию                                           |
| Заместитель министра внутренних дел и иммиграции                                          | Кху Тхе Бу                 | 16 апреля 2021         | в должности    | 1554           | Каренская национальная прогрессивная партия                               |
| Министр по гуманитарным вопросам и ликвидации последствий стихийных бедствий              | Доктор Вин Мьа Е           | 16 апреля 2021         | в должности    | 1554           | Национальная лига за демократию                                           |
| Заместитель министра по гуманитарным вопросам и ликвидации последствий стихийных бедствий | Но Тху Пхо                 | 16 апреля 2021         | в должности    | 1554           | Независимый                                                               |
| Министр по правам человека                                                                | Аун Мьо Мин                | 3 мая 2021             | в должности    | 1537           | Независимый                                                               |
| Заместитель министра по правам человека                                                   | Ба Хам Тхан                | 3 мая 2021             | в должности    | 1537           | Партия новой страны Кая                                                   |
| Министр международного сотрудничества                                                     | Доктор Схасха              | 16 апреля 2021         | в должности    | 1554           | Национальная лига за демократию                                           |
| Заместитель министра международного сотрудничества                                        | Кхаун Но                   | 3 мая 2021             | в должности    | 1537           | Независимый                                                               |
| Министр труда                                                                             | Най Туванна                | 3 мая 2021             | в должности    | 1537           | Бывший член Партии единства Мон                                           |
| Заместитель министра труда                                                                | Чжо Ни                     | 3 мая 2021             | в должности    | 1537           | Всебирманская федерация профсоюзов                                        |
| Министр природных ресурсов и охраны окружающей среды                                      | Доктор Ту Кхаун            | 16 апреля 2021         | в должности    | 1554           | Независимый                                                               |
| Заместитель министра природных ресурсов и охраны окружающей среды                         | Кхун Беду                  | 16 апреля 2021         | в должности    | 1554           | Национальная партия Кая                                                   |
| Министр юстиции                                                                           | Тэйн У                     | 5 июня 2021            | в должности    | 1504           | Независимый                                                               |
| Министр планирования, финансов и инвестиций                                               | Тин Тху Найн               | 16 апреля 2021         | в должности    | 1554           | Национальная лига за демократию                                           |
| Заместитель министра планирования, финансов и инвестиций                                  | Мин Зе Я У                 | 16 апреля 2021         | в должности    | 1554           | Бывший член Партии единства Мон                                           |
| Министр по делам женщин, молодёжи и детей                                                 | Но Сюзанна Хла Хла Со      | 16 апреля 2021         | в должности    | 1554           | Национальная лига за демократию                                           |
| Заместитель министра по делам женщин, молодёжи и детей                                    | Эй Тинзар Маун             | 16 апреля 2021         | в должности    | 1554           | Бывший член Демократической партии за новое общество                      |
| Министр связи, информации и технологий                                                    | Тхин Лин Аун               | 5 июня 2021            | в должности    | 1504           | Независимый                                                               |
| Министр электричества и энергетики                                                        | Со Тура Тун                | 5 июня 2021            | в должности    | 1504           | Национальная лига за демократию                                           |
| Заместитель министра электричества и энергетики                                           | Мо Тун Аун                 | 26 июля 2021           | в должности    | 1453           | Лига народностей Шан за демократию                                        |
| Генеральный аудитор Союза                                                                 | То Аун                     | 26 июля 2021           | в должности    | 1453           | Независимый                                                               |